# Andreas Steffen
Andreas Steffen (ur. 23 września 1975 r.) – szwajcarski narciarz, specjalista narciarstwa dowolnego. Najlepszy wynik na mistrzostwach świata osiągnął podczas mistrzostw w Madonna di Campiglio, gdzie zajął 7. miejsce w skicrossie. Nie startował na igrzyskach olimpijskich. Najlepsze wyniki w Pucharze Świata osiągnął w sezonie 2004/2005, kiedy to zajął 13. miejsce w klasyfikacji generalnej, a w klasyfikacji skicrossu był czwarty.

## Sukcesy

### Mistrzostwa Świata
| Miejsce | Dzień    | Rok  | Miejscowość          | Konkurencja | Zwycięzca    |
| ------- | -------- | ---- | -------------------- | ----------- | ------------ |
| 11.     | 18 marca | 2005 | Ruka                 | Skicross    | Tomáš Kraus  |
| 7.      | 6 marca  | 2007 | Madonna di Campiglio | Skicross    | Tomáš Kraus  |
| 13.     | 2 marca  | 2009 | Inawashiro           | Skicross    | Andreas Matt |

#### Miejsca w klasyfikacji generalnej
- 2001/2002 – 52.
- 2002/2003 – 74.
- 2003/2004 – 50.
- 2004/2005 – 13.
- 2006/2007 – 53.
- 2007/2008 – 26.
- 2008/2009 – 54.
- 2009/2010 – 55.

#### Miejsca na podium
1. Kreischberg – 21 stycznia 2005 (Skicross) – 3. miejsce
2. Sierra Nevada – 22 lutego 2008 (Skicross) – 3. miejsce
3. Valmalenco – 16 marca 2008 (Skicross) – 2. miejsce
4. Hasliberg – 14 marca 2009 (Skicross) – 1. miejsce
5. Sierra Nevada – 20 marca 2010 (Skicross) – 3. miejsce

- W sumie 7 zwycięstw, 3 drugie i 3 trzecie miejsca.